# رافائيل إم. روبنسون
رافائيل إم. روبنسون (بالإنجليزية: Raphael M. Robinson)‏ هو أستاذ جامعي وفيلسوف ورياضياتي أمريكي، ولد في 2 نوفمبر 1911 في ناشيونال سيتي في الولايات المتحدة، وتوفي في 27 يناير 1995 في بيركيلي في الولايات المتحدة.

## وصلات خارجية
- رافائيل إم. روبنسون على موقع الموسوعة البريطانية (الإنجليزية)